# Längdskidåkning vid olympiska vinterspelen 1960
Resultaten från längdskidåkning olympiska vinterspelen 1960 i Squaw Valley, Kalifornien, USA. Spelen dominerades av Sverige, Norge, Finland och Sovjetunionen.

## Medaljörer

### Herrar
| Gren                                 | Guld                                                                 | Guld      | Silver                                                              | Silver    | Brons                                                                              | Brons     |
| 15 kilometer Detaljer...             | Håkon Brusveen Norge                                                 | 51:55,5   | Sixten Jernberg Sverige                                             | 51:58,6   | Veikko Hakulinen Finland                                                           | 52:03,0   |
| 30 kilometer Detaljer...             | Sixten Jernberg Sverige                                              | 1:51:03,9 | Rolf Rämgård Sverige                                                | 1:51:16,4 | Nikolaj Anikin Sovjetunionen                                                       | 1:52:28,2 |
| 50 kilometer Detaljer...             | Kalevi Hämäläinen Finland                                            | 2:59:06,3 | Veikko Hakulinen Finland                                            | 2:59:26,7 | Rolf Rämgård Sverige                                                               | 3:02:46,7 |
| 4 x 10 kilometer stafett Detaljer... | Finland Toimi Alatalo Eero Mäntyranta Väinö Huhtala Veikko Hakulinen | 2:18:45,6 | Norge Harald Grønningen Hallgeir Brenden Einar Østby Håkon Brusveen | 2:18:46,4 | Sovjetunionen Anatolij Sjeljuchin Gennadij Vaganov Aleksej Kuznetsov Pavel Koltjin | 2:21:21,6 |

### Damer
| Gren                                | Guld                                                  | Guld      | Silver                                                        | Silver    | Brons                                           | Brons     |
| 5 kilometer Detaljer...             | Marija Gusakova Sovjetunionen                         | 39:46,6   | Ljubov Kozyreva Sovjetunionen                                 | 40:04,2   | Radja Jerosjina Sovjetunionen                   | 40:06,0   |
| 3 x 5 kilometer stafett Detaljer... | Sverige Irma Johansson Britt Strandberg Sonja Edström | 1:04:21,4 | Sovjetunionen Radja Jerosjina Marija Gusakova Ljubov Kozyreva | 1:05:02,6 | Finland Siiri Rantanen Eeva Ruoppa Toini Pöysti | 1:06:27,5 |